# 蔡珍
蔡 珍（さい ちん、生没年不詳）は、モンゴル帝国（大元ウルス）に仕えた漢人将軍の一人。彰徳府安陽県の出身。

## 生涯
蔡珍の父の蔡興は幼いころからモンゴル軍の軍籍に身を置き、第一次南宋出兵では諸王クウン・ブカの下に属し権管軍百戸に任じられた人物であった。
蔡興は老齢となると自らの地位を蔡珍に譲り、蔡珍は1258年（戊午）からモンケ・カアンによる釣魚城攻めに加わっている。1260年（中統元年）、モンケ・カアンの死去に伴って帝位継承戦争が勃発すると、クビライの派閥に着いてアリクブケ派の討伐に加わった。1262年（中統3年）には李璮の乱討伐に加わり、その後は南宋領の襄陽城包囲や、五河口攻めに従軍して功績があった。
1277年（至元14年）には忠顕校尉・管軍総把、ついで権千戸に任命された。同年冬には黒城に駐屯し、このころ築いた土室は厳冬期に重用されるようになったという。1278年（至元15年）には宿衛都鎮撫、1279年（至元16年）には忠武校尉・後衛親軍総把などを歴任している。
1284年（至元21年）に膠東海道都漕運司丁壮万戸府都鎮撫に改められ、1290年（至元27年）には後衛親軍千戸の地位に進んだ。1295年（元貞元年）には老齢を理由に地位を息子の蔡恕に譲り、自らは帰郷した。